# Patologia (matemática)
Em matemática, uma patologia ou exemplo patológico é um exemplo daquilo que não é intuitivamente esperado.
Patologias têm sido utilizadas na matemática para diversos fins:
- Justificar o formalismo e o rigor.
- Expor as limitações de certas teorias e justificar teorias mais gerais. A função de Dirichlet, por exemplo, não é integrável no sentido de Riemann mas o é no sentido de Lebesgue.
- Fornecer contraexemplo a conjecturas.

## A função de Weierstrass
Um exemplo clássico é a construção de Weierstrass de uma função contínua nunca diferenciável. A função de Weierstrass fere o senso comum, pois embora seja uma função contínua, seu gráfico é formado apenas por "quinas".

## Conjuntos não-mensuráveis
A existência de conjuntos não mensuráveis à Lebesgue na reta, ou seja, conjuntos aos quais não se pode atribuir um comprimento foram considerados patológicos, o primeiro exemplo conhecido é o conjunto de Vitali.
Na mesma linha, pode-se citar o paradoxo de Banach-Tarski.